# Németh Sándor (katona)
Németh Sándor (Tárkány, 1941. december 6. – 2011. május 3.) magyar honvéd vezérezredes, 1994. november 1. – 1996. június 5. között a Magyar Honvédség Honvéd Vezérkar főnöke volt.

## Életpályája
1941. december 6-án született Tárkányban. Katonai pályafutását sorkatonaként kezdte, majd 1962–1965 között az Egyesített Tiszti Iskola elvégzését követően felderítő hadnagyi esküt tett. Első beosztásába 1965. szeptemberében, Szolnokre helyezték, a 34. Önálló Felderítő Zászlóaljhoz. A Zrínyi Miklós Katonai Akadémia elvégzése után Szolnokon, majd Székesfehérváron szolgált az 5. Hadsereg parancsnokságán. A moszkvai Vorosilov Vezérkari Akadémiát 1982–1984 között végezte el, majd ezt követően ismét Székesfehérváron, majd Budapesten látott el különböző beosztásokat. 1990–1993 között katonai attaséként szolgált Moszkvában, majd a Szárazföldi Csapatok Parancsnokságán parancsnokhelyettese, később pedig parancsnoka volt. 
1994. november 1-jén nevezték ki a Magyar Honvédség Honvéd Vezérkar Főnökévé, amit 1996. június 5-ig töltött be. Nyugállományba altábornagyi rendfokozattal vonult, 2007. október 23-án léptették elő nyugállományú vezérezredessé.
2011. május 3-án, betegség következtében hunyt el.